# Kanton Crocq
Der Kanton Crocq war bis 2015 ein französischer Wahlkreis im Arrondissement Aubusson, im Département Creuse und in der ehemaligen Region Limousin. Hauptort war Crocq.
Der Kanton war 263,46 km² groß und hatte 2903 Einwohner (Stand: 2012).

## Gemeinden
| Gemeinde                   | Einwohner | Code postal | Code Insee |
| -------------------------- | --------- | ----------- | ---------- |
| Basville                   | 195       | 23260       | 23017      |
| Crocq                      | 546       | 23260       | 23069      |
| Flayat                     | 380       | 23260       | 23081      |
| La Mazière-aux-Bons-Hommes | 73        | 23260       | 23129      |
| Mérinchal                  | 821       | 23420       | 23131      |
| Pontcharraud               | 97        | 23260       | 23156      |
| Saint-Agnant-près-Crocq    | 199       | 23260       | 23178      |
| Saint-Bard                 | 101       | 23260       | 23184      |
| Saint-Georges-Nigremont    | 168       | 23500       | 23198      |
| Saint-Maurice-près-Crocq   | 115       | 23260       | 23218      |
| Saint-Oradoux-près-Crocq   | 124       | 23260       | 23225      |
| Saint-Pardoux-d’Arnet      | 150       | 23260       | 23226      |
| La Villeneuve              | 90        | 23260       | 23265      |
| La Villetelle              | 171       | 23260       | 23266      |